# McNary National Wildlife Refuge
Das McNary National Wildlife Refuge a ist ein vom United States Fish and Wildlife Service verwaltetes National Wildlife Refuge. Es erstreckt sich am Ostufer des Columbia River im Südosten des US-Bundesstaates Washington von der Mündung des Snake River bis zur Mündung des Walla Walla River sowie flussabwärts bis nach Oregon hinein. Das Schutzgebiet liegt im ländlichen Burbank, jedoch sehr nahe den sich rasch entwickelnden Tri-Cities (Kennewick, Pasco und Richland), wobei Pasco der nächstgelegene Ort ist. Tatsächlich trifft auf das Schutzgebiet die Definition eines „städtischen Naturschutzgebietes“ zu. In wenigen Gebieten Nordamerikas können so zahlreiche Populationen von Wasservögeln beobachtet werden. Besucher sind begeistert von den spektakulären Ansammlungen  von Kanadagänsen, Stockenten und anderen Wasservögeln. Mehr als die Hälfte der in der Pazifik-Region Nordamerikas ziehenden Stockenten überwintern zu einer bestimmten Zeit in diesem Teil des Einzugsgebietes des Columbia River.
Das Schutzgebiet umfasst Altarme, Strauchsteppen, bewässerte landwirtschaftlich genutzte Flächen, Flussinseln, Flussdelta-Watten und Auwälder. Das Schutzgebiet, welches insbesondere für Kanadagänse, Stockenten und andere Schwimmenten sowie für Watvögel bedeutsam ist, umfasst auch Feuchtgebiete und Buchten, die als Laichplätze für Königslachse wichtig sind. Andere Wasservögel, die das Schutzgebiet nutzen sind Carolinakrickenten, Löffelenten, Riesentafelenten, Ringschnabelenten und Kanadabergenten. Weitere hier zu beobachtende Vogelarten sind u. a. Weißkopfseeadler und Wanderfalken sowie tausende Koloniebrüter, die die Flussinseln als sichere Nistplätze nutzen.